# Подаръкът (турски сериал)
Подаръкът (на турски: Atiye) е турски драматичен фентъзи сериал на Netflix с участието на Берен Саат. Сценаристи са Джейсън Джордж и Нуран Еврен Шит. Първият сезон се състои от 8 епизода и става достъпен за стрийминг в Netflix на 27 декември 2019 г. Сериалът е адаптация на романа Dünyanın Uyanışı (Пробуждането на света) от Шенгюл Бойбаш. Вторият сезон започва на 10 септември 2020 г. Сериалът има трети сезон, чиято премиера се състои на 17 юни 2021 г.